# Crow (banda)
Crow es un grupo de blues rock fundado en Mineápolis. En un principio, estuvo activo desde 1967 a 1972. Son más conocidos por la canción Evil Woman (Don’t Play Your Games With Me), la cual también fue interpretada por Black Sabbath.

## Historia
Crow se creó en 1967 por el cantante David Wagner (o Wagenner), el guitarrista Dick Wiegand, el bajista Larry Wiegand, el pianista Kink Middlemist, y el batería Harry Nehls bajo el nombre de South 40, el cual fue utilizado hasta que el grupo recibió un reconocimiento nacional. Nehls fue sustituido por Denny Craswell en ese momento.
En 1969 se grabó el primer álbum de Crow, Crow Music. 
Crow sigue tocando de vez en cuando con Dave Wagner como cantante.

## Discografía

### Álbumes en directo
- 1968 Live at Someplace Else – (as South 40)

### Álbumes de estudio
- 1969 Crow Music
- 1970 Crow by Crow
- 1971 Mosaic
- 1972 d/b/a Crow (David Wagner – solo)
- 1982 Crow on the Run[1]
- 2005 Before the Storm

### Álbumes recopilatorios
- 1972 Best of Crow
- 1992 Evil Woman: The Best of Crow
- 2000 Classics 1969–1972

### Singles
- 1969 "Time To Make a Turn"
- 1969 "Evil Woman (Don’t Play Your Games With Me)"
- 1970 "Cottage Cheese"
- 1970 "Slow Down"
- 1970 "(Don’t Try To Lay No Boogie Woogie On The) King of Rock N' Roll"
- 1971 "Watching Can Waste Up Time"
- 1971 "Yellow Dawg"
- 1972 "Mobile Blues" (David Wagner – solo)
- 1972 "Cado Queen" (David Wagner – solo)

## Miembros
- David Wagner – Voz (1967–1971)
- Dick Wiegand – Guitarra (1967–1972)
- Larry Wiegand – Bajo (1967–1972)
- Dave "Kink" Middlemist – Piano electrónico (1967–1972)
- Harry Nehls – Batería (1967–1969)
- Denny Craswell – Batería (1969–1972)
- Mike Mlazgar – Batería (1969)
- Mick Stanhope – Voz (1971–1972)
- Chico Perez – Percusión (1971–1972)